# چستر آی. لانگ
چستر ایسایا لانگ (به انگلیسی: Chester Isaiah Long) سناتور سابق عضو حزب جمهوری‌خواه ایالات متحده آمریکا بود. وی در سال ۱۹۰۳ تا ۱۹۰۹ میلادی سناتور ایالت کانزاس در سنای ایالات متحده آمریکا بود.